# تغذية راجعة ب 360 درجة
التغذية الراجعة ب 360 درجة (تعرف أيضا بردود الفعل متعددة الأسعار أو ردود الفعل متعددة المصادر أو تقييم المصادر المتعددة) هي عملية  تُجْمَع من خلالها ردود الفعل من مرؤوسي الموظف وزملائه والمشرف (المشرفين)، بالإضافة إلى التقييم الذاتي من قبل الموظف نفسه. ويمكن أن تشمل هذه التعليقات أيضا، عند الاقتضاء، ردود فعل من مصادر خارجية تتفاعل مع الموظف، مثل العملاء والموردين أو أصحاب المصلحة المهتمين الآخرين. 360 درجة التغذية المرتدة سميت بذلك لأنه التماس ردود الفعل بشأن سلوك الموظف من مجموعة متنوعة من وجهات النظر (تابعة، الجانبية، والإشراف). ولذلك يمكن أن يتناقض مع «التغذية الراجعة الهابطة» (التغذية الراجعة التقليدية بشأن سلوك العمل والأداء الذي يقدمه الموظفون الإشرافين أو الإداريون فقط إلى المرؤوسين؛ أو انظر تقييم الأداء التقليدي)، أو «التغذية الراجعة التصاعدية» التي يقدمها المرؤوسون فقط إلى موظفي الإشراف أو الإدارة.
وقد استخدمت المنظمات بشكل شائع ردود الفعل 360 درجة لأغراض التنمية، وتوفيرها للموظفين لمساعدتهم في تطوير مهارات العمل والسلوكيات. غير أن المنظمات تستخدم بشكل متزايد ردود الفعل ب 360 درجة في تقييمات الأداء وقرارات التوظيف (مثل الأجور والترقيات). عندما يتم استخدام ردود الفعل 360 درجة لأغراض تقييم الأداء، يطلق عليه أحيانا «استعراض 360 درجة».
هناك قدر كبير من النقاش حول ما إذا كان ينبغي استخدام التغذية الراجعة 360 درجة حصرا لأغراض التنمية أو لأغراض التقييم أيضا. ويرجع ذلك في المقام الأول إلى ذاتية مقدمي التغذية المرتدة ودوافعهم، والاختلافات بين الأسعار، وما إذا كان مقدمو التغذية المرتدة لديهم القدرة على تقييم تحقيق أهداف العمل والأهداف التنظيمية تقييما عادلا. وفي حين أن هذه المسائل توجد عندما تستخدم التغذية الراجعة ب 360 درجة للتنمية، فإنها تكون أكثر بروزا عندما يستخدمها أرباب العمل لأغراض تقييم الأداء، لأنها يمكن أن تؤثر بشكل غير عادل على قرارات التوظيف، بل وتؤدي إلى المسؤولية القانونية.

## التاريخ
تعود أصولها إلى الرايخسويهر الألماني حوالي عام 1930، عندما طور عالم النفس العسكري يوهان بابتست ريفيرت منهجية لاختيار المرشحين الضباط. واحدة من أقدم الاستخدامات المسجلة للدراسات الاستقصائية لجمع المعلومات عن الموظفين وقعت في 1950s في شركة إسو للبحوث والهندسة. من هناك، اكتسبت فكرة التغذية الراجعة 360 درجة زخما، وبحلول التسعينات معظم الموارد البشرية والمهنيين التنمية التنظيمية فهم هذا المفهوم. والمشكلة هي أن جمع التعليقات وتجميعها يتطلب جهدا ورقيا يشمل إما إجراء حسابات يدوية معقدة أو تأخيرات طويلة. الأول أدى إلى اليأس من جانب الممارسين؛ والثاني إلى تآكل تدريجي في الالتزام من قبل المتلقين.
ومع ذلك، بسبب ارتفاع شبكة الإنترنت والقدرة على إجراء تقييمات عبر الإنترنت مع الدراسات الاستقصائية، واستخدام ردود الفعل متعددة الأسعار زيادة مطردة في شعبية. كما أن الاستعانة بمصادر خارجية لوظائف الموارد البشرية قد خلق سوقا قوية لمنتجات التغذية الراجعة ب 360 درجة من الاستشاريين. وقد أدى ذلك إلى انتشار أدوات التغذية الراجعة 360 درجة في السوق.
واليوم، تشير الدراسات إلى أن أكثر من ثلث الشركات الأميركية تستخدم نوعا من ردود الفعل متعددة المصادر. ويدعي آخرون أن هذا التقدير هو أقرب إلى 90٪ من جميع شركات فورتشن 500. في السنوات الأخيرة، أصبح هذا مشجعا حيث أصبحت الخدمات القائمة على الإنترنت قياسية في تطوير الشركات، مع وجود قائمة متزايدة من الميزات المفيدة (على سبيل المثال، خيارات اللغات المتعددة، والتقارير المقارنة، والتقارير الإجمالية). ومع ذلك، تكثر القضايا المتعلقة بصحة وموثوقية هذه الأنظمة، لا سيما عند استخدامها في تقييمات الأداء.

## القضايا
لا يتم تخصيص العديد من أدوات التغذية الراجعة 360 درجة لاحتياجات المنظمات التي يتم استخدامها فيها. ردود الفعل 360 درجة ليست مفيدة على قدم المساواة في جميع أنواع المنظمات ومع جميع أنواع الوظائف. بالإضافة إلى ذلك، فإن استخدام أدوات التغذية الراجعة ب 360 درجة لأغراض التقييم قد تعرض لانتقادات متزايدة لأن معايير الأداء قد لا تكون صالحة وقائمة على الوظائف، وقد لا يكون الموظفون مدربين بشكل كاف لتقييم أداء زميل العمل، ويمكن لمقدمي التغذية الراجعة التلاعب بهذه الأنظمة. تم الإبلاغ عن تلاعب الموظف بتقييمات الملاحظات في بعض الشركات التي استخدمت ردود فعل 360 درجة لتقييم الأداء بما في ذلك جنرال إلكتريك (Welch 2001) وIBM (Linman 2011) وأمازون (Kantor و Streitfeld 2015).
وقد انتقد بعض أفراد الجيش الأمريكي استخدامه لبرامج التغذية الراجعة ب 360 درجة في قرارات التوظيف بسبب مشاكل في الصحة والموثوقية.وقد شككت فروع أخرى من الحكومة الأمريكية في مراجعات ردود الفعل 360 درجة أيضا. ومع ذلك، تواصل هذه المنظمات استخدام ردود الفعل متعددة الأسعار في عمليات تطويرها.

## الدقة
ومن المفترض أن يكون اعتماد نهج الاستعراض ب 360 درجة أفضل من الأشكال التقليدية الأخرى للتقييم والتغذية الراجعة لتقييم أداء الموظفين. عند تنفيذها بنجاح، تبدأ هذه الطريقة في إحداث تغيير إيجابي واسع النطاق وتوفر تقييما أكثر كفاءة ودقة ودقة لمراجعات الأداء. ويجب أن يشعر المشاركون بأن أدوات المسح موثوقة وصحيحة وإلا يمكن النظر إلى هذا النهج المتعدد المصادر على أنه إشكالي. يجب على الإدارة التأكد من أن موظفيها على دراية بالسياق في الاستطلاع لتحقيق أقصى قدر من الدقة وتقليل التحيز في الاستجابات. يمكن أن تنشأ العديد من حالات عدم الاتساق والأخطاء في الملاحظات اعتمادا على ما إذا كان أو لم يكن:
•  يتفاعل المعدل مع الموظف بانتظام
•  المعدل يتيح عواطفهم تؤثر على حكمهم
•  الموظف يكشف عن نفسه للمعدل بصدق وتماما
•  تم الاحتفاظ بالتصنيف بشكل سري (إن لم يكن قد لا يقدم المعدل تقييما نزيها)
•  معدل لديه مستوى عال من الثقة في دقة تصنيفها
• هناك علاقة شخصية بين الموظف والمعدل
يمكن أن يؤثر مقدار ومستوى التدريب في ردود الفعل 360 درجة لكل من المعدل ومعدل على مستوى دقة التغذية المرتدة. إذا لم يتم إعطاء إرشادات، قد يؤثر التحيز الفردي على تقييمات المعدل وتفسير المعدل للتعليقات. ومع ذلك، حتى مع وجود تدابير التدريب، قد يحدث التحيز اللاواعي بسبب عوامل مثل التأثيرات الثقافية أو جودة العلاقة بين المعدل ومعدل.  بالإضافة إلى ذلك، إذا كانت هناك عواقب محتملة من ردود فعل معدل، قد يتحول الدافع معدل من تقديم ردود فعل دقيقة لتقديم ردود الفعل على أساس أسباب دوافع ذاتية مثل تعزيز أو إيذاء فرد معين.  ولذلك، من الضروري أن يتم وضع خط أساس للثقة بين الأسعار والأسعار لتحسين مساءلة الأسعار ودقة التغذية الراجعة.
وعلاوة على ذلك، من المهم التعرف على من سيتلقى البيانات التي تم جمعها ومن سيحافظ على سرية تلك البيانات. سيحتاج المدير أو موظف الموارد البشرية الذي يدير عملية جمع البيانات إلى ضمان سريتها. وعندما يظل المشاركون مجهولي الهوية، فمن الأرجح أن يقدموا ردود فعل أكثر دقة لأن خوفهم من التعرض للتوبيخ يتم القضاء عليه، مما يعزز دقة الاستعراض. وعلاوة على ذلك، ينبغي أن تكون البيانات متاحة فقط للموظف الذي تمت مراجعته والمدير الذي سيسهل التغذية المرتدة لأغراض التطوير. ومن الأهمية بمكان أيضا توحيد كيفية جمع المعلومات أثناء عملية الاستعراض. قد تكون ردود الفعل 360 درجة عرضة لانخفاض الدقة على أساس نمط المسح المستخدم. وقد أظهرت الأبحاث أن نتائج التغذية المرتدة قد تتغير استنادا إلى مقياس التصنيف المستخدم في الاستطلاع وكذلك طول المسح. وعلاوة على ذلك، قد تتغير ردود فعل القائمين على التقييم استنادا إلى الوقت الذي أكملوا فيه الدراسة الاستقصائية. وتبين دراسة عن أنماط دقة المعدل أن طول الفترة الزمنية التي عرف فيها المقيم الفرد الذي يجري تقييمه له أهم أثر على دقة استعراض 360 درجة. وتظهر الدراسة أن الموضوعات في المجموعة «المعروفة منذ سنة إلى ثلاث سنوات» هي الأكثر دقة، تليها تلك «المعروفة منذ أقل من عام واحد»، تليها تلك «المعروفة منذ ثلاث إلى خمس سنوات» والأقل دقة هي تلك «المعروفة منذ أكثر من خمس سنوات». وتخلص الدراسة إلى أن التقييمات الأكثر دقة تأتي من أولئك الذين عرفوا الشخص الذي تتم مراجعته لفترة كافية لتجاوز الانطباع الأول، ولكن ليس لفترة طويلة بحيث يبدأون في التعميم بشكل إيجابي.
وقد أشير إلى أن التقييمات المتعددة الأسعار كثيرا ما تولد آراء متضاربة وأنه قد لا تكون هناك طريقة لتحديد ردود الفعل الدقيقة. كما أشارت الدراسات إلى أن التقييمات الذاتية أعلى بشكل عام من التقييمات التي تعطى من الآخرين. يجب أن تؤخذ في الاعتبار دوافع وتحيزات مقدمي التغذية المرتدة.

## النتائج
تشير العديد من الدراسات إلى أن استخدام ردود الفعل بزاوية 360 درجة يساعد على تحسين أداء الموظفين لأنه يساعد المقيمين على رؤية وجهات نظر مختلفة لأدائهم. في دراسة مدتها 5 سنوات، لم يتم العثور على أي تحسن في درجات المعدل العام من السنة الأولى إلى الثانية، ولكن النتائج ارتفعت مع مرور كل عام من الثاني إلى الرابع. وجد رايلي وآخرون (1996) أن الأداء زاد بين الإدارتين الأولى والثانية، وحافظ على هذا التحسن بعد عامين. وتظهر دراسات إضافية أن ردود الفعل 360 درجة قد تكون تنبؤية بالأداء في المستقبل. [22]
ومع ذلك، يؤكد بعض المؤلفين أن هناك الكثير من المتغيرات المحيرة المتعلقة بالتقييمات ب 360 درجة بحيث لا يمكن تعميم فعاليتها بشكل موثوق. يركز براكن وآخرون (2001ب) وبراكن وتيمريك (2001) على ميزات العملية التي من المرجح أن يكون لها أيضا آثار كبيرة على خلق تغيير السلوك. وقد تتبع غريغوراس وروبي (1998) كيف يؤثر عدد المعدلين المستخدمين في كل فئة معينة (تقرير مباشر، نظير، مدير) على موثوقية التغذية المرتدة.
وأظهرت أبحاثهم أن التقارير المباشرة هي الأقل موثوقية، وبالتالي، هناك حاجة إلى مزيد من المشاركة لتحقيق نتيجة موثوقة. وقد أظهرت عدة أجزاء من البحثأن حجم الاستجابات يمكن أن يكون له تأثير كبير على النتائج، وبعض جداول الاستجابة أفضل من غيرها. غولدسميث و Underhill (2001) تقرير التأثير القوي للفرد تقييمها متابعة مع raters لمناقشة نتائجها، والتي لا يمكن القيام به عندما ردود الفعل مجهول. وتشمل العوامل القوية الأخرى التي تؤثر على تغيير السلوك كيفية اختيار الأسعار، وموافقة المديرين، وجودة الأدوات، وتدريب وتوجيه الأسعار، وتدريب المشاركين، وتدريب المشرفين، والتدريب، والتكامل مع أنظمة الموارد البشرية، والمساءلة.
يدعي بعض الباحثين أن استخدام تقييم متعدد الأسعار لا يحسن أداء الشركة. وجدت دراسة أجريت عام 2001 أن التغذية المرتدة من 360 درجة ارتبطت بانخفاض بنسبة 10.6 في المائة في القيمة السوقية، وخلصت إلى أنه «لا توجد بيانات تبين أن [ردود الفعل 360 درجة] تحسن الإنتاجية بالفعل، أو تزيد من الاحتفاظ، أو تقلل من المظالم، أو تتفوق على أنظمة التصنيف القسري وتقييم الأداء القياسية».
واقترحت مجموعة من الدراسات أربعة مفارقات تفسر سبب عدم استثارة التقييمات ب 360 درجة لبيانات دقيقة: (1) مفارقة الأدوار، التي يتضارب فيها المقيم بكونه نظيرا وقاضيا على حد سواء؛ (2) مفارقة الأدوار، التي يتضارب فيها المقيم مع كونه نظيرا وقاضيا على حد سواء؛ (2) التناقض بين الأقران والخبراء؛ (2) التناقض بين الأقران والخبراء؛ (2) التناقض بين الأقران والخبراء؛ (2) التناقضات بين الأقران والخبراء؛ (2) التناقض بين الأقران والقاضي؛ (2) التناقض بين الأقران والقاضي؛ (2) التناقض بين الأقران والقاضي؛ (2) (2) مفارقة أداء المجموعة، التي تعترف بأن الغالبية العظمى من العمل المنجز في إطار الشركات يتم في مجموعات، وليس بشكل فردي؛ (3) مفارقة القياس، التي تبين أن التقنيات النوعية، أو الشخصية، أكثر فعالية بكثير من مجرد التقييمات في تيسير التغيير؛ و (4) مفارقة المكافآت، والتي تظهر أن الأفراد الذين يقيمون أقرانهم يهتمون بالمكافآت المرتبطة بإنهاء المهمة أكثر من المحتوى الفعلي للتقييم نفسه.
لم تجد الدراسات الإضافية أي ارتباط بين درجات تقييم الموظف متعددة الأسعار ودرجات تقييم الأداء من أعلى إلى أسفل (التي يقدمها مشرف الشخص). وهم ينصحون بأنه على الرغم من أنه يمكن استخدام التغذية المرتدة المتعددة الأسعار بفعالية للتقييم، فإن هناك حاجة إلى توخي الحذر في تنفيذها أو أن النتائج سوف تتعرض للخطر. هذا البحث يشير إلى أن ردود الفعل 360 درجة وتقييم الأداء الحصول على نتائج مختلفة. ولذلك، ينبغي استخدام تقييمات الأداء التقليدية وكذلك ردود الفعل 360 درجة في تقييم الأداء العام.